# Xena – Die Kriegerprinzessin/Episodenliste
Diese Episodenliste enthält alle Episoden der US-amerikanisch-neuseeländischen Fernsehserie Xena – Die Kriegerprinzessin, sortiert nach der US-amerikanischen Erstausstrahlung. Zwischen 1995 und 2001 entstanden in sechs Staffeln insgesamt 134 Episoden mit einer Länge von jeweils etwa 44 Minuten.

## Übersicht
| Staffel | Episodenanzahl | Erstausstrahlung USA | Erstausstrahlung USA | Deutschsprachige Erstausstrahlung | Deutschsprachige Erstausstrahlung |
| Staffel | Episodenanzahl | Staffelpremiere      | Staffelfinale        | Staffelpremiere                   | Staffelfinale                     |
| ------- | -------------- | -------------------- | -------------------- | --------------------------------- | --------------------------------- |
| 1       | 24             | 4. September 1995    | 29. Juli 1996        | 27. Oktober 1996                  | 4. Mai 1997                       |
| 2       | 22             | 30. September 1996   | 12. Mai 1997         | 2. November 1997                  | 22. Mär. 1998                     |
| 3       | 22             | 29. September 1997   | 11. Mai 1998         | 8. November 1998                  | 25. April 1999                    |
| 4       | 22             | 28. September 1998   | 17. Mai 1999         | 24. Oktober 1999                  | 2. April 2000                     |
| 5       | 22             | 27. September 1999   | 15. Mai 2000         | 17. September 2000                | 20. Mai 2001                      |
| 6       | 22             | 2. Oktober 2000      | 18. Juni 2001        | 14. März 2004                     | 29. Juli 2006                     |

## Staffel 1
Die US-amerikanische Erstausstrahlung der ersten Staffel erfolgte vom 4. September 1995 bis zum 29. Juli 1996 (Content-Syndication). Die deutschsprachige Erstausstrahlung fand vom 27. Oktober 1996 bis zum 4. Mai 1997 auf dem deutschen Free-TV-Sender RTL statt.
| Nr. (ges.) | Nr. (St.) | Deutscher Titel                  | Originaltitel                               | Erstausstrahlung USA | Deutschsprachige Erstausstrahlung (D) | Regie             | Drehbuch                                                                        |
| ---------- | --------- | -------------------------------- | ------------------------------------------- | -------------------- | ------------------------------------- | ----------------- | ------------------------------------------------------------------------------- |
| 1          | 1         | Schatten der Vergangenheit       | Sins of the Past                            | 4. Sep. 1995         | 27. Okt. 1996                         | Doug Lefler       | R. J. Stewart Idee: Robert G. Tapert                                            |
| 2          | 2         | Kampf um den Frieden             | Chariots of War                             | 11. Sep. 1995        | 3. Nov. 1996                          | Harley Cokeliss   | Adam Armus & Nora Kay Foster Idee: Josh Becker & Jack Perez                     |
| 3          | 3         | Gefährliche Träume               | Dreamworker                                 | 18. Sep. 1995        | 10. Nov. 1996                         | Bruce Seth Green  | Steven L. Sears                                                                 |
| 4          | 4         | Die Prophezeiung                 | Cradle of Hope                              | 25. Sep. 1995        | 17. Nov. 1996                         | Michael Levine    | Terence Winter                                                                  |
| 5          | 5         | Doppeltes Spiel                  | The Path Not Taken                          | 2. Okt. 1995         | 24. Nov. 1996                         | Steve Posey       | Julie Sherman                                                                   |
| 6          | 6         | Xena und der Kriegsgott          | The Reckoning                               | 16. Okt. 1995        | 1. Dez. 1996                          | Charles Siebert   | Peter Allan Fields                                                              |
| 7          | 7         | Aufstand der Titanen             | The Titans                                  | 30. Okt. 1995        | 8. Dez. 1996                          | Eric Brevig       | R. J. Stewart                                                                   |
| 8          | 8         | Wiedersehen mit Hercules         | Prometheus                                  | 6. Nov. 1995         | 15. Dez. 1996                         | Steve Posey       | R. J. Stewart                                                                   |
| 9          | 9         | Ohne Tod kein Leben              | Death in Chains                             | 13. Nov. 1995        | 29. Dez. 1996                         | Charles Siebert   | Adam Armus & Nora Kay Foster Idee: Babs Greyhosky, Adam Armus & Nora Kay Foster |
| 10         | 10        | Die Amazonenprinzessin           | Hooves and Harlots                          | 20. Nov. 1995        | 5. Jan. 1997                          | Jace Alexander    | Steven L. Sears                                                                 |
| 11         | 11        | Der schwarze Wolf                | The Black Wolf                              | 8. Jan. 1996         | 12. Jan. 1997                         | Mario Di Leo      | Alan Jay Glueckman                                                              |
| 12         | 12        | Brudermord                       | Beware Greeks Bearing Gifts                 | 15. Jan. 1996        | 19. Jan. 1997                         | T. J. Scott       | Adam Armus & Nora Kay Foster Idee: Roy Thomas & Janis Hendler                   |
| 13         | 13        | Die Erfüllung eines Traums       | Athens City Academy of the Performing Bards | 22. Jan. 1996        | 26. Jan. 1997                         | Jace Alexander    | R. J. Stewart & Steven L. Sears                                                 |
| 14         | 14        | Der Schatz der Sumerer           | A Fistful of Dinars                         | 29. Jan. 1996        | 2. Feb. 1997                          | Josh Becker       | R. J. Stewart & Steven L. Sears                                                 |
| 15         | 15        | Die Kriegerin und die Prinzessin | Warrior... Princess                         | 5. Feb. 1996         | 9. Feb. 1997                          | Michael Levine    | Brenda Lilly                                                                    |
| 16         | 16        | Hilferuf eines Toten             | Mortal Beloved                              | 12. Feb. 1996        | 16. Feb. 1997                         | Garthy Maxwell    | R. J. Stewart                                                                   |
| 17         | 17        | Königliche Diebe                 | The Royal Couple of Thieves                 | 19. Feb. 1996        | 23. Feb. 1997                         | John Cameron      | Steven L. Sears                                                                 |
| 18         | 18        | Die verlorene Tochter            | The Prodigal                                | 4. März 1996         | 2. März 1997                          | John T. Kretchmer | Chris Manheim                                                                   |
| 19         | 19        | Menschenopfer                    | Altared States                              | 22. Apr. 1996        | 16. März 1997                         | Michael Levine    | Chris Manheim                                                                   |
| 20         | 20        | Starke Bande                     | Ties That Bind                              | 29. Apr. 1996        | 4. Mai 1997                           | Charles Siebert   | Adam Armus & Nora Kay Foster                                                    |
| 21         | 21        | Einer für alle                   | The Greater Good                            | 6. Mai 1996          | 6. Apr. 1997                          | Gary Jones        | Steven L. Sears                                                                 |
| 22         | 22        | Die Furie                        | Callisto                                    | 13. Mai 1996         | 20. Apr. 1997                         | T. J. Scott       | R. J. Stewart                                                                   |
| 23         | 23        | Die Maske des Todes              | Death Mask                                  | 3. Juni 1996         | 27. Apr. 1997                         | Stewart Main      | Peter Allan Fields                                                              |
| 24         | 24        | Der Eid des Hippokrates          | Is There a Doctor in the House?             | 29. Juli 1996        | 23. März 1997                         | T. J. Scott       | Patricia Manney                                                                 |

## Staffel 2
Die US-amerikanische Erstausstrahlung der zweiten Staffel erfolgte vom 30. September 1996 bis zum 12. Mai 1997 (Content-Syndication). Die deutschsprachige Erstausstrahlung fand vom 2. November 1997 bis zum 22. März 1998 auf dem deutschen Free-TV-Sender RTL statt.
| Nr. (ges.) | Nr. (St.) | Deutscher Titel                    | Originaltitel                     | Erstausstrahlung USA | Deutschsprachige Erstausstrahlung (D) | Regie             | Drehbuch                                             |
| ---------- | --------- | ---------------------------------- | --------------------------------- | -------------------- | ------------------------------------- | ----------------- | ---------------------------------------------------- |
| 25         | 1         | Xenas Sohn                         | Orphan of War                     | 30. Sep. 1996        | 2. Nov. 1997                          | Charles Siebert   | Steven L. Sears                                      |
| 26         | 2         | Kampf gegen das Schicksal          | Remember Nothing                  | 7. Okt. 1996         | 9. Nov. 1997                          | Anson Williams    | Steven L. Sears & Chris Manheim                      |
| 27         | 3         | Tödlicher Hass                     | The Giant Killer                  | 14. Okt. 1996        | 16. Nov. 1997                         | Gary Jones        | Terence Winter                                       |
| 28         | 4         | Finstere Mächte                    | Girls Just Wanna Have Fun         | 21. Okt. 1996        | 8. Feb. 1998                          | T.J. Scott        | Adam Armus & Nora Kay Foster                         |
| 29         | 5         | Callistos Rückkehr                 | Return of Callisto                | 28. Okt. 1996        | 23. Nov. 1997                         | T.J. Scott        | R. J. Stewart                                        |
| 30         | 6         | Krieger … Prinzessin … Vagabundin  | Warrior... Princess... Tramp      | 4. Nov. 1996         | 30. Nov. 1997                         | Josh Becker       | R. J. Stewart                                        |
| 31         | 7         | Callistos Rache                    | Intimate Stranger                 | 11. Nov. 1996        | 7. Dez. 1997                          | Gary Jones        | Steven L. Sears                                      |
| 32         | 8         | Die Schliche des Sisyphus          | Ten Little Warlords               | 18. Nov. 1996        | 14. Dez. 1997                         | Charles Siebert   | Paul Robert Coyle                                    |
| 33         | 9         | Ein Wintermärchen                  | A Solstice Carol                  | 9. Dez. 1996         | 21. Dez. 1997                         | John T. Kretchmer | Chris Manheim                                        |
| 34         | 10        | Die Xena Schriftrollen             | The Xena Scrolls                  | 13. Jan. 1997        | 28. Dez. 1997                         | Charlie Haskel    | Adam Armus, Nora Kay Foster & Robert Sidney Mellette |
| 35         | 11        | Wir präsentieren … Miss Amphipolis | Here She Comes... Miss Amphipolis | 20. Jan. 1997        | 4. Jan. 1998                          | Marina Sargenti   | Chris Manheim                                        |
| 36         | 12        | Die Macht des Schicksals           | Destiny                           | 27. Jan. 1997        | 11. Jan. 1998                         | Robert G. Tapert  | Steven L. Sears, R. J. Stewart & Robert G. Tapert    |
| 37         | 13        | Auf der Suche nach dem Leben       | The Quest                         | 3. Feb. 1997         | 18. Jan. 1998                         | Michael Levine    | Steven L. Sears, Chris Manheim & R. J. Stewart       |
| 38         | 14        | Die Rachegöttin                    | A Necessary Evil                  | 10. Feb. 1997        | 25. Jan. 1998                         | Mark Beesley      | Paul Robert Coyle                                    |
| 39         | 15        | Ein harter Tag                     | A Day in the Life                 | 17. Feb. 1997        | 1. Feb. 1998                          | Michael Hurst     | R. J. Stewart                                        |
| 40         | 16        | Dem die Glocke schlägt             | For Him the Bell Tolls            | 24. Feb. 1997        | 8. Feb. 1998                          | Josh Becker       | Adam Armus & Nora Kay Foster                         |
| 41         | 17        | Ein Sieg für die Gerechtigkeit     | The Execution                     | 7. Apr. 1997         | 15. Feb. 1998                         | Garth Maxwell     | Paul Robert Coyle                                    |
| 42         | 18        | Die Entführung                     | Blind Faith                       | 14. Apr. 1997        | 22. Feb. 1998                         | Josh Becker       | Adam Armus & Nora Kay Foster                         |
| 43         | 19        | Was Homer nicht wissen konnte      | Ulysses                           | 21. Apr. 1997        | 1. März 1998                          | Michael Levine    | R. J. Stewart                                        |
| 44         | 20        | Der Preis                          | The Price                         | 28. Apr. 1997        | 8. März 1998                          | Oley Sassone      | Steven L. Sears                                      |
| 45         | 21        | Schiff der Verdammnis              | Lost Mariner                      | 5. Mai 1997          | 15. März 1998                         | Garth Maxwell     | Steven L. Sears                                      |
| 46         | 22        | Irrungen und Wirrungen             | A Comedy of Eros                  | 12. Mai 1997         | 22. März 1998                         | Charles Siebert   | Chris Manheim                                        |

## Staffel 3
Die US-amerikanische Erstausstrahlung der dritten Staffel erfolgte vom 29. September 1997 bis zum 11. Mai 1998 (Content-Syndication). Die deutschsprachige Erstausstrahlung fand vom 8. November 1998 bis zum 25. April 1999 auf dem deutschen Free-TV-Sender RTL statt.
| Nr. (ges.) | Nr. (St.) | Deutscher Titel                         | Originaltitel                 | Erstausstrahlung USA | Deutschsprachige Erstausstrahlung (D) | Regie                               | Drehbuch                                       |
| --- | --------- | --------------------------------------- | ----------------------------- | -------------------- | ------------------------------------- | ----------------------------------- | ---------------------------------------------- |
| 47 | 1         | Die Furien                              | The Furies                    | 29. Sep. 1997        | 8. Nov. 1998                          | Gilbert Shilton                     | R. J. Stewart                                  |
| 48 | 2         | Und täglich grüßt Joxer                 | Been There, Done That         | 6. Okt. 1997         | 15. Nov. 1998                         | Andrew Merrifield                   | Hilary J. Bader                                |
| 49 | 3         | Das dreckige halbe Dutzend              | The Dirty Half Dozen          | 13. Okt. 1997        | 22. Nov. 1998                         | Rick Jacobson                       | Steven L. Sears                                |
| 50 | 4         | Götterdämmerung                         | The Deliverer                 | 20. Okt. 1997        | 29. Nov. 1998                         | Oley Sassone                        | Steven L. Sears                                |
| 51 | 5         | Tochter der Dunkelheit                  | Gabrielle’s Hope              | 27. Okt. 1997        | 6. Dez. 1998                          | Andrew Merrifield & Charles Siebert | R. J. Stewart                                  |
| 52 | 6         | Der grüne Drache (Teil 1)               | The Debt (Part 1)             | 3. Nov. 1997         | 13. Dez. 1998                         | Oley Sassone                        | R. J. Stewart & Robert G. Tapert               |
| 53 | 7         | Der grüne Drache (Teil 2)               | The Debt (Part 2)             | 10. Nov. 1997        | 20. Dez. 1998                         | Oley Sassone                        | R. J. Stewart & Robert G. Tapert               |
| 54 | 8         | Attentat auf Cleopatra                  | The King of Assassins         | 17. Nov. 1997        | 3. Jan. 1999                          | Bruce Campbell                      | Adam Armus & Nora Kay Foster                   |
| 55 | 9         | Kriegerin … Priesterin … Vagabundin     | Warrior... Priestess... Tramp | 12. Jan. 1998        | 10. Jan. 1999                         | Robert Ginty                        | Adam Armus & Nora Kay Foster                   |
| 56 | 10        | Die Feder ist mächtiger als das Schwert | The Quill Is Mightier...      | 19. Jan. 1998        | 17. Jan. 1999                         | Andrew Merrifield                   | Hilary J. Bader                                |
| 57 | 11        | Mutterinstinkte                         | Maternal Instincts            | 26. Jan. 1998        | 24. Jan. 1999                         | Mark Beesley                        | Chris Manheim                                  |
| 58 | 12        | Die bittersüße Symphonie                | The Bitter Suite              | 2. Feb. 1998         | 31. Jan. 1999                         | Oley Sassone                        | Steven L. Sears & Chris Manheim                |
| 59 | 13        | Bis zum bitteren Ende                   | One Against an Army           | 9. Feb. 1998         | 7. Feb. 1999                          | Paul Lynch                          | Gene O’Neill & Noreen Tobin                    |
| 60 | 14        | Vergebung                               | Forgiven                      | 16. Feb. 1998        | 14. Feb. 1999                         | Garth Maxwell                       | R. J. Stewart                                  |
| 61 | 15        | Unter Gaunern                           | King Con                      | 23. Feb. 1998        | 21. Feb. 1999                         | Janet Greek                         | Chris Manheim                                  |
| 62 | 16        | Brot und Spiele                         | When in Rome...               | 2. März 1998         | 28. Feb. 1999                         | John Laing                          | Steven L. Sears                                |
| 63 | 17        | Fluss der Erinnerung                    | Forget Me Not                 | 9. März 1998         | 7. März 1999                          | Charlie Haskell                     | Hilary J. Bader                                |
| 64 | 18        | Flossen, Frauen und Juwelen             | Fins, Femmes and Gems         | 13. Apr. 1998        | 14. März 1999                         | Josh Becker                         | Robert G. Tapert, Adam Armus & Nora Kay Foster |
| 65 | 19        | Tsunami                                 | Tsunami                       | 20. Apr. 1998        | 21. März 1999                         | John Laing                          | Chris Manheim                                  |
| 66 | 20        | Autolycus in Not                        | Vanishing Act                 | 27. Apr. 1998        | 28. März 1999                         | Andrew Merrifield                   | Terence Winter                                 |
| 67 | 21        | Das größte Opfer, Teil 1                | Sacrifice (Part 1)            | 4. Mai 1998          | 18. Apr. 1999                         | David Warry-Smith                   | Steven L. Sears                                |
| Xena und Gabrielle sind auf der Suche nach Gabrielles Freundin Seraphin. Sie finden diese, als sie sich gerade bei einer Zeremonie für die Rückkehr einer Göttin opfern lassen will, woraufhin die beiden Freundinnen einschreiten und Seraphin vor dem Tod bewahren. Sie nehmen erst an, dass die Teilnehmer der Zeremonie Anhänger von Callisto sind, welche aus dem Tartaros, wohin Hercules sie einst gejagt hatte, entkommen konnte. Es stellt sich aber heraus, dass es sich bei der „zurückkehrenden Göttin“ um „Hoffnung“ handelt, der Tochter von Gabrielle und dem Gott Dahak, sowie der Mörderin von Xenas Sohn, und dass die Anhänger der Zeremonie Verehrer Dahaks sind. Dahak, der Herr der Finsternis, strebt die Herrschaft über die Menschheit an, was seinen Widersacher Ares auf den Plan ruft und dazu bewegt sich für die Entscheidungsschlacht um die Weltherrschaft zu wappnen. Callisto, die unsterblich sowie von der Existenz gelangweilt und geplagt ist, steht Hoffnung zur Seite, da diese ihr im Gegenzug für ihre Hilfe den endgültigen Tod und damit auch das Vergessen aller Qualen verspricht. Als Xena auf der Suche nach Hoffnung an der Höhle angelangt in der sie die Mörderin ihres Kindes vermutet, gerät sie in einen Kampf mit Callisto, die durch das Auslösen eines Steinschlages verschüttet und damit vorerst ausgeschaltet werden kann. Tiefer in der Höhle findet Xena dann den riesigen Kokon, der die noch nicht wiedergeborene Hoffnung umhüllt. Doch gerade als sie ihn zerschlagen will, erscheint Ares, der inzwischen ein Bündnis mit Dahak eingegangen ist, und teleportiert sich und den Kokon in die Hallen des Krieges davon. Xena, Gabrielle und Seraphin folgen Ares dorthin, wo Ares Gabrielle zu den Schicksalsgöttinnen entführt und sie wissen lässt, dass Xena, sollte sie Hoffnung töten, selbst sterben werde. Zusätzlich fordert der Kriegsgott von Gabrielle eine alte Schuld ein – Xena soll von ihrem Vorhaben, Hoffnung umzubringen, abgehalten werden. Zurück in den Hallen des Krieges kommt es abermals zu einem Kampf. Die opferbereite Seraphin, die Auserwählte Priesterin des Blutes ist, wird dabei verwundet, benetzt in der Folge den Kokon mit ihrem Blut und leitet damit Hoffnungs Wiedergeburt ein. Als Xena zum vernichtenden Hieb ausholt, um den Kokon doch noch zu zerstören, wird sie im letzten Augenblick von Gabrielle daran gehindert. Die Wiedergeburt von Hoffnung, welche Gabrielle zum Verwechseln ähnlich sieht, kann somit vollendet werden. |           |                                         |                               |                      |                                       |                                     |                                                |
| 68 | 22        | Das größte Opfer, Teil 2                | Sacrifice (Part 2)            | 11. Mai 1998         | 25. Apr. 1999                         | Rick Jacobson                       | Paul Robert Coyle                              |
| Finstere Zeiten sind angebrochen. Im ganzen Lande treiben die Anhänger des Dahak unschuldige Menschen zusammen, die bei einer großen Zeremonie geopfert werden sollen, welche die Ankunft Dahaks auf der Welt ermöglichen soll. Ares hat sich mit Dahak verbündet und sich mit dessen wiedergeborener Tochter „Hoffnung“ vereint, um eine neue Götterdynastie zu gründen. Auch sind die beiden frisch Verliebten auf der Suche nach dem Hindinnenblutdolch, der einzigen Waffe die auch Götter töten kann, womit die anderen olympischen Götter ausgelöscht werden sollen. Callisto wird unterdessen von Hoffnung betrogen, da diese ihr Versprechen sie umzubringen nicht einhält. Frustriert sucht sie daraufhin Xena auf, die durch Hercules weiß wo sich der göttertötende Hindinnendolch befindet, und bietet ihr im Gegenzug für Sterbehilfe ihre Unterstützung an. Es kommt zur alles entscheidenden Schlacht. Xena und Gabrielle stürmen den auf einem Vulkankrater stehenden Tempel, in dem die große Blutopferzeremonie stattfindet. Die Anhänger Dahaks können überwältigt werden, woraufhin Xena dazu übergeht, die mächtige Hoffnung zu bekämpfen. Vom ebenfalls anwesenden Joxer, der damit beauftragt war, den Blutdolch zum Tempel zu bringen, wird ihr der Göttertöter zugeworfen, was Ares jedoch zu unterbinden versucht. Da greift Callisto ein und hält Ares in Schach, was der sterbebereiten Xena die Möglichkeit gibt, Hoffnung mit dem Blutdolch zu vernichten. Den von den Schicksalsgöttinnen prophezeiten Tod Xenas vor Augen habend, schmeißt sich Gabrielle zwischen die beiden Kontrahentinnen und stürzt infolgedessen zusammen mit Hoffnung in den Vulkankrater hinab. Xena wird so das Leben gerettet. Dahaks Ankunft konnte verhindert werden. Die über das Geschehene zutiefst amüsierte Callisto verkündet, neuen Lebensmut gefunden zu haben, wird aber von der schmerzzerrissenen Xena mit dem Blutdolch aus Zorn erstochen. |           |                                         |                               |                      |                                       |                                     |                                                |

## Staffel 4
Die US-amerikanische Erstausstrahlung der vierten Staffel erfolgte vom 28. September 1998 bis zum 17. Mai 1999 (Content-Syndication). Die deutschsprachige Erstausstrahlung fand vom 24. Oktober 1999 bis zum 2. April 2000 auf dem deutschen Free-TV-Sender RTL statt.
| Nr. (ges.) | Nr. (St.) | Deutscher Titel                    | Originaltitel                        | Erstausstrahlung USA | Deutschsprachige Erstausstrahlung (D) | Regie              | Drehbuch                                             |
| --- | --------- | ---------------------------------- | ------------------------------------ | -------------------- | ------------------------------------- | ------------------ | ---------------------------------------------------- |
| 69 | 1         | Im Totenreich der Amazonen, Teil 1 | Adventures in the Sin Trade (Part 1) | 28. Sep. 1998        | 24. Okt. 1999                         | T. J. Scott        | R. J. Stewart Idee: Robert G. Tapert & R. J. Stewart |
| Xena begibt sich nach Sibirien, wo sie ihre Freundin Gabrielle im Totenreich der Amazonen suchen will. Erinnerungen an alte Tage werden wach, als Xena zusammen mit dem Kriegsherrn Borias und der Shamanin Alti die Menschen heimsuchte. Damals führten Xena und Alti auch Krieg gegen einen Stamm der Amazonen, von dem Alti einst aus Angst vor ihren Kräften verstoßen worden war. Durch ein altes Ritual gelangt Xena vorübergehend in das Totenreich, wo sie den Amazonenstamm vor dem Tor zum Jenseits schmachtend vorfindet. Sie erfährt, dass Alti aus Rache für ihre Verbannung einen Fluch über den Stamm gelegt hatte, und die Amazonen dadurch am Betreten des erlösenden Jenseits gehindert werden. Xena beschließt den Kriegerinnen zu helfen und kehrt auf die Erdenwelt zurück. Zusammen mit den verbliebenen lebenden Amazonen zieht sie gegen Alti in den Kampf. Die Shamanin wirft ihnen ihre Truppen entgegen, die aber in einer großen Schlacht besiegt werden können. |           |                                    |                                      |                      |                                       |                    |                                                      |
| 70 | 2         | Im Totenreich der Amazonen, Teil 2 | Adventures in the Sin Trade (Part 2) | 5. Okt. 1998         | 31. Okt. 1999                         | T. J. Scott        | R. J. Stewart Idee: Robert G. Tapert & R. J. Stewart |
| Nach der gewonnenen weltlichen Schlacht, bereiten sich Xena und die Amazonen auf den spirituellen Kampf gegen Alti vor. Durch den Tanz der Geister wollen sie ihre Körper verlassen um Alti mit ihren Seelen im geistigen Kampf vernichten zu können. Die Shamanin bleibt jedoch nicht untätig und ruft einige Dämonengeister herbei, welche den Plan der Kriegerinnen durchkreuzen, indem sie die Körper der Amazonen besetzen, bevor diese bereit für den letzten Kampf sind. Xena kann die Geister vertreiben, woraufhin die Frauen weiter gegen Alti ziehen. Schließlich erreichen sie das mit Skeletten überzogene „Lager der toten Amazonen“, das Machtzentrum Altis, wo Xena ihren Begleiterinnen offenbart was sich einst dort zugetragen hatte. Xena hatte sich zu jener Zeit das Vertrauen der Amazonen erworben, doch im Bündnis mit Alti lockte sie die Amazonenkönigin Cyane und ihre führenden Kriegerinnen an diesem Ort in einen Hinterhalt und brachte sie allesamt um. Durch Cyanes Blut erhielt Alti überirdische Kräfte und, damals noch ohne Xenas Wissen, auch die Macht die Amazonen am Eingang ins Jenseits zu hindern. Als Xena ihre Erzählung beendet, kündigt sich Alti an. Mit einem Kampfkunstgriff befördert die Kriegerprinzessin alle ihre Begleiterinnen sowie auch sich selbst vorübergehend in einen Zustand des Todes und bittet um die Vereinigung ihrer Seelen in sich. Anschließend tritt sie gestärkt, auf geistiger Ebene, zum Kampf gegen Alti an. Alti unterliegt und verliert ihr Leben, infolgedessen die im Totenreich darbenden Amazonen von ihrem Fluch befreit werden und ins Jenseits schreiten können. Xena begibt sich daraufhin weiter auf die Suche nach Gabrielle. |           |                                    |                                      |                      |                                       |                    |                                                      |
| 71 | 3         | Familie Munster                    | A Family Affair                      | 12. Okt. 1998        | 7. Nov. 1999                          | Doug Lefler        | Chris Manheim Idee: Liz Friedman & Chris Manheim     |
| Als Xena in Poteidaia angelangt, wo sie Gabrielles Familie aufzusuchen gedenkt, trifft sie auf ihre vermeintliche, totgeglaubte, Freundin, die ihr erzählt, dass sie nicht bis ganz hinunter in den Vulkan fiel, sondern auf einem Felsvorsprung Halt fand. In dem beschaulichen Städtchen treibt seit einiger Zeit ein Tiere- und Menschenfressendes Monster sein Unwesen, das des Nachts auf die Jagd geht. Xena findet heraus, dass das Ungetüm Dahaks Enkel „der Zerstörer“ ist und schlussfolgert daraus, dass es sich bei der vermeintlichen Gabrielle um des Monsters Mutter „Hoffnung“ handelt, welche Gabrielle zum Verwechseln ähnlich sieht. Unverhofft trifft Xena doch noch auf die echte Gabrielle mit der zusammen sie einen Plan schmiedet. Während die Kriegerprinzessin das Monster in seiner Höhle aufsucht um es zu bekämpfen, soll Gabrielle Hoffnung ebenfalls dorthin locken. Als Xena in ihrem Kampf zu unterliegen droht, erscheint Gabrielle und gibt dem Ungetüm vor dessen Mutter Hoffnung zu sein. Sie lenkt das liebebedürftige Monster ab und nimmt es in die Arme, woraufhin Xena es von hinten erstechen kann. Im Todeskampf umherwankend trifft das Ungeheuer auf die echte Hoffnung, welche Gabrielle verfolgt hatte, und ersticht diese, im Glauben von seiner eigenen Mutter betrogen worden zu sein. Die beiden wiedervereinten Freundinnen sind von den Ereignissen sichtlich mitgenommen aber zu neuen Abenteuern bereit. |           |                                    |                                      |                      |                                       |                    |                                                      |
| 72 | 4         | … bis dass die Laus uns scheidet!  | In Sickness and in Hell              | 19. Okt. 1998        | 14. Nov. 1999                         | Josh Becker        | Adam Armus & Nora Kay Foster                         |
| 73 | 5         | Krieg und Frieden                  | A Good Day                           | 26. Okt. 1998        | 21. Nov. 1999                         | Rick Jacobson      | Steven L. Sears                                      |
| 74 | 6         | Dirty Dancing                      | A Tale of Two Muses                  | 2. Nov. 1998         | 28. Nov. 1999                         | Michael Hurst      | Gillian Horvath                                      |
| 75 | 7         | Hinter Gittern                     | Locked Up and Tied Down              | 9. Nov. 1998         | 5. Dez. 1999                          | Rick Jacobson      | Robert G. Tapert, Hilary J. Bader & Josh Becker      |
| 76 | 8         | Najara, Botin des Lichts           | Crusader                             | 16. Nov. 1998        | 12. Dez. 1999                         | Paul Lynch         | R. J. Stewart                                        |
| 77 | 9         | Teuflische Taten aus früherer Zeit | Past Imperfect                       | 4. Jan. 1999         | 19. Dez. 1999                         | Garth Maxwell      | Steven L. Sears                                      |
| 78 | 10        | Drei Diebe und ein Baby            | The Key to the Kingdom               | 11. Jan. 1999        | 2. Jan. 2000                          | Bruce Campbell     | Eric A. Morris                                       |
| 79 | 11        | Tochter der Pomira                 | Daughter of Pomira                   | 18. Jan. 1999        | 9. Jan. 2000                          | Patrick Norris     | Linda McGibney                                       |
| 80 | 12        | Es war einmal … Xenarella          | If the Shoe Fits...                  | 25. Jan. 1999        | 16. Jan. 2000                         | Josh Becker        | Adam Armus & Nora Kay Foster                         |
| 81 | 13        | Diesseits von Eden                 | Paradise Found                       | 1. Feb. 1999         | 23. Jan. 2000                         | Robert G. Tapert   | Chris Manheim                                        |
| 82 | 14        | Devi                               | Devi                                 | 8. Feb. 1999         | 6. Feb. 2000                          | Garth Maxwell      | Chris Manheim                                        |
| 83 | 15        | Im Strom der Zeit                  | Between the Lines                    | 15. Feb. 1999        | 13. Feb. 2000                         | Rick Jacobson      | Steven L. Sears                                      |
| 84 | 16        | Der Weg des Lebens                 | The Way                              | 22. Feb. 1999        | 20. Feb. 2000                         | John Fawcett       | R. J. Stewart                                        |
| 85 | 17        | Vorhang auf für Gabrielle          | The Play’s the Thing                 | 15. März 1999        | 27. Feb. 2000                         | Christopher Graves | Ashley Gable & Thomas A. Swyden                      |
| 86 | 18        | Najaras Rückkehr                   | The Convert                          | 19. Apr. 1999        | 5. März 2000                          | Andrew Merrifield  | Chris Manheim                                        |
| 87 | 19        | Eine Leiche zum Dessert            | Takes One to Know One                | 26. Apr. 1999        | 12. März 2000                         | Christopher Graves | Jeff Vlaming                                         |
| 88 | 20        | Auch du, mein Sohn Brutus?         | Endgame                              | 3. Mai 1999          | 26. März 2000                         | Garth Maxwell      | Steven L. Sears                                      |
| 89 | 21        | Die Iden des März                  | The Ides of March                    | 10. Mai 1999         | 2. Apr. 2000                          | Ken Girotti        | R. J. Stewart                                        |
| 90 | 22        | Karmische Katastrophen             | Deja Vu All Over Again               | 17. Mai 1999         | 19. März 2000                         | Renée O’Connor     | R. J. Stewart                                        |

## Staffel 5
Die US-amerikanische Erstausstrahlung der fünften Staffel erfolgte vom 27. September 1999 bis zum 15. Mai 2000 (Content-Syndication). Die deutschsprachige Erstausstrahlung fand vom 17. September 2000 bis zum 20. Mai 2001 auf dem deutschen Free-TV-Sender RTL statt.
| Nr. (ges.) | Nr. (St.) | Deutscher Titel                     | Originaltitel              | Erstausstrahlung USA | Deutschsprachige Erstausstrahlung (D) | Regie                        | Drehbuch                                                       |
| --- | --------- | ----------------------------------- | -------------------------- | -------------------- | ------------------------------------- | ---------------------------- | -------------------------------------------------------------- |
| 91 | 1         | Gefallene Engel                     | Fallen Angel               | 27. Sep. 1999        | 17. Sep. 2000                         | John Fawcett                 | R. J. Stewart & Robert G. Tapert                               |
| 92 | 2         | Chakram                             | Chakram                    | 4. Okt. 1999         | 1. Okt. 2000                          | Doug Lefler                  | Chris Manheim                                                  |
| 93 | 3         | Nachfolge                           | Succession                 | 11. Okt. 1999        | 8. Okt. 2000                          | Rick Jacobson                | Steven L. Sears                                                |
| 94 | 4         | Pferdegeflüster                     | Animal Attraction          | 18. Okt. 1999        | 15. Okt. 2000                         | Rick Jacobson                | Chris Manheim                                                  |
| 95 | 5         | Altis Totentanz                     | Them Bones, Them Bones     | 1. Nov. 1999         | 12. Nov. 2000                         | John Fawcett                 | Steven L. Sears                                                |
| 96 | 6         | Lao Mas Erbe (Teil 1)               | Purity                     | 8. Nov. 1999         | 19. Nov. 2000                         | Mark Beesley                 | Jeff Vlaming                                                   |
| 97 | 7         | Lao Mas Erbe (Teil 2)               | Back in the Bottle         | 15. Nov. 1999        | 26. Nov. 2000                         | Rick Jacobson                | Steven L. Sears                                                |
| 98 | 8         | Daphne                              | Little Problems            | 22. Nov. 1999        | 3. Dez. 2000                          | Allison Liddi                | Gregg Ostrin                                                   |
| 99 | 9         | Saat des Glaubens                   | Seeds of Faith             | 10. Jan. 2000        | 10. Dez. 2000                         | Garth Maxwell                | George Strayton & Tom O’Neill                                  |
| 100 | 10        | Lieder, Lügen und ’ne Leier         | Lyre, Lyre, Hearts on Fire | 17. Jan. 2000        | 17. Dez. 2000                         | Mark Beesley                 | Adam Armus & Nora Kay Foster                                   |
| 101 | 11        | Liebling, ich habe Argo geschrumpft | Punch Lines                | 24. Jan. 2000        | 14. Jan. 2001                         | Andrew Merrifield            | Cris Manheim, Adam Armus & Nora Kay Foster                     |
| 102 | 12        | Hercules & Zeus: Der letzte Akt     | God Fearing Child          | 31. Jan. 2000        | 28. Jan. 2001                         | Phil Sgriccia                | Roberto Orci, Alex Kurtzman & Chris Manheim                    |
| 103 | 13        | Ewige Bande                         | Eternal Bonds              | 7. Feb. 2000         | 11. Feb. 2001                         | Mark Beesley                 | Chris Manheim                                                  |
| 104 | 14        | Angriff auf Amphipolis              | Amphipolis Under Siege     | 14. Feb. 2000        | 18. Feb. 2001                         | Mark Beesley                 | Chris Black                                                    |
| 105 | 15        | Gabrielle, die Meerjungfrau         | Married with Fishsticks    | 21. Feb. 2000        | 25. Feb. 2001                         | Paul Grinder                 | Kevin Maynard                                                  |
| 106 | 16        | Amazonenblut                        | Lifeblood                  | 13. März 2000        | 11. März 2001                         | Paul Grinder & Michael Hurst | R. J. Stewart, Robert G. Tapert, George Strayton & Tom O’Neill |
| 107 | 17        | Seelenverwandte                     | Kindred Spirits            | 20. März 2000        | 25. März 2001                         | Josh Becker                  | George Strayton & Tom O’Neill                                  |
| 108 | 18        | Antonius & Cleopatra                | Antony & Cleopatra         | 17. Apr. 2000        | 1. Apr. 2001                          | Michael Hurst                | R. J. Stewart & Carl Ellsworth                                 |
| 109 | 19        | Eiszeit, Teil 1                     | Looking Death in the Eye   | 24. Apr. 2000        | 8. Apr. 2001                          | Garth Maxwell                | Carl Ellsworth                                                 |
| Als alter Mann erwirbt Joxer in einer Taverne eine Schriftrolle, die von Gabrielle, der legendären Bardin von Poteidaia stammt, und auf der diese die Taten aus vergangenen Tagen von Xena und ihr niedergeschrieben hatte. Zuhause liest er die Geschichte seinen Kindern vor: Xena, die um das Wohl ihres neugeborenen Kindes Eve bangt, sucht die Parzen auf, um von diesen Eves Schicksal zu erfahren. Diese verkünden ihr, dass Eve die Götterdämmerung auslösen werde aber Xena zuvor dafür sterben müsse. Nur durch die „Essenz des Todes“ könne die Götterdämmerung eingeleitet werden und Eve vor dem Zorn der Olympischen Götter bewahrt werden. Von Hades und Athene verfolgt, gelingt es Xena und Gabrielle zusammen mit Eve zunächst zu entkommen und sie finden bei ihrem Freund dem Feldherrn Octavius Unterschlupf. Auf dem Olymp, während einer Ratsversammlung der Götter, schlägt Ares unterdessen vor die Todesgöttin Celeste zu Xena und ihrem Kind zu schicken, welche jedoch ablehnt, da sie nur zu jenen Sterblichen kommt deren Zeit auch gekommen ist. Xena sucht derweil Hephaistos auf und verwickelt ihn in einen Kampf, bei dem sie zu unterliegen droht. Als die Todesgöttin erscheint, wirft Xena die ergatterten Ketten des Hephaistos um sie und setzt sie so gefangen. Hephaistos selbst kann in einen Abgrund gestoßen und somit vorerst unschädlich gemacht werden. Am Abend unterhalten sich Xena und die weinende Celeste über das leidvolle Handwerk der Todesgöttin und Xena erklärt, dass sie dies beenden werde. Später nehmen Hades und Athene Gabrielle gefangen und tauschen sie bei einem Treffen mit Xena gegen Celeste ein. Direkt nach dem Austausch verfolgen die beiden Götter gemeinsam mit Hephaistos und einigen Kriegerinnen die auf einem Wagen flüchtende Xena und ihre Gefährtin bis zum Meer, wo der Karren, von göttlichen Waffen getroffen, die Klippen hinunter in den Abgrund stürzt. Oben am Klippenrand stehend, betrachten die drei Götter ihr Werk. Sie sehen die leblos am Boden liegende Gabrielle, den brennenden Wagen in dem Eve sein sollte sowie Xena, die vom Schmerz über den Tod ihrer Nächsten besiegt zu sein scheint, und in ihren Augen, durch ein Fläschlein Gift, Selbstmord begeht. Als die siegesgewissen Götter abgezogen sind, nähert sich Octavius dem Ort des Geschehens. Es stellt sich heraus, dass Eve nie auf dem Wagen, sondern bei Octavius gewesen war und Xena sowie auch Gabrielle kein Gift, sondern die Tränen der Todesgöttin, die „Essenz des Todes“, getrunken hatten, welche Xena bei ihrer Unterhaltung mit Celeste errungen hatte, und nur durch die den Göttern der Tod der Gefährtinnen vorgespielt werden konnte. Unerwarteterweise, noch bevor die Wirkung der „Essenz des Todes“ nachlässt, taucht der in Xena verliebte Kriegsgott Ares auf und bringt diese sowie Gabrielle in eine Eishöhle, wo er die beiden, im Glauben sie seien tot, einfriert und die Höhle versiegelt. |           |                                     |                            |                      |                                       |                              |                                                                |
| 110 | 20        | Livia, Teil 2                       | Livia                      | 1. Mai 2000          | 22. Apr. 2001                         | Rick Jacobson                | Chris Manheim                                                  |
| 25 Jahre nachdem Ares sie eingefroren hatte erwachen Xena und Gabrielle aus ihrem eisigen Schlaf. Nach einem kleinen Abstecher bei Joxer und seiner Familie, reisen die beiden zusammen mit Joxer und seinem Sohn Virgil nach Rom, um ihren Freund Octavius und Eve zu suchen. Dort angekommen erfahren sie, dass Octavius nun Augustus, der Kaiser des Römischen Reiches ist. Auch kann Xena ihre Tochter Eve wiederfinden, die nun als Livia bekannt ist und sich, mit Zutun von Ares, als grausame Verfolgerin der Anhänger des Eli sowie als Befehlshaberin des Kaisers einen Namen gemacht hat. Livia soll den Kaiser ehelichen, hat aber eine Affäre mit Ares, der wiederum seiner wiederaufgetauchten alten Flamme Xena Avancen macht. Aus Eifersucht wünscht Livia einen Zweikampf mit Xena in der Arena, bei dem es auch um die Leben einiger gefangener Elianhänger sowie derer von Gabrielle, Joxer und Virgil geht, die verhaftet wurden, weil sie sich geweigert hatten für den Bau eines Arestempels Geld zu spenden. Xena siegt schließlich und lässt Livia das Leben. |           |                                     |                            |                      |                                       |                              |                                                                |
| 111 | 21        | Eve, Teil 3                         | Eve                        | 8. Mai 2000          | 6. Mai 2001                           | Mark Beesley                 | George Strayton & Tom O’Neill                                  |
| Xena, Gabrielle, Joxer und Virgil begeben sich auf die Suche nach Livia bzw. Eve, um sie vor sich selbst zu beschützen. Diese wütet, von Ares angestachelt, zusammen mit einigen römischen Truppen die ihr treu geblieben sind mordend und plündernd, die Anhänger des Eli verfolgend, durch das Reich. Eines Nachts, als Xena nach Ostia unterwegs ist, um die dortigen Menschen zu warnen, macht sich Gabrielle heimlich auf ins Lager des Feindes. Dort versucht sie Livia zur Vernunft zu bringen, damit Xena letztendlich nicht dazu gezwungen sein würde ihre eigene Tochter töten zu müssen. Der Plan geht jedoch schief und Gabrielle wird gefangen gesetzt. Bei der anschließenden Befreiungsaktion wird Joxer von Livia mit einem Schwert durchbohrt und stirbt. Es kommt zu einer finalen Schlacht im Tempel des Eli in Ostia, wo Livia und ihre Armee von Xena, Gabrielle, Virgil und einigen römischen Truppen, die ihnen Kaiser Augustus zur Unterstützung geschickt hatte, überrascht werden. Inmitten des Kampfgetümmels, nachdem Xena klar wird, dass sie Livia nicht töten kann, bittet sie Eli um die Rettung ihrer Tochter. Es erscheint ein göttlicher Lichtstrahl über Xena und Livia, durch den Livia Bilder aus der Vergangenheit zu sehen bekommt. Plötzlich erkennt sie wie sehr ihre Mutter sie liebt, dass diese immer versucht hatte sie zu beschützen und dass Ares sie auf grausame Weise manipuliert hat. Virgil, der sich für den Tod seines Vaters an Livia rächen will, muss von Xena aufgehalten werden. Die zur Besinnung gekommene Eve läuft daraufhin, entsetzt über ihre begangenen Taten, aus dem Tempel hinaus ins Unbekannte. |           |                                     |                            |                      |                                       |                              |                                                                |
| 112 | 22        | Als die Götter starben, Teil 4      | Motherhood                 | 15. Mai 2000         | 20. Mai 2001                          | Rick Jacobson                | R. J. Stewart Idee: Robert G. Tapert                           |
| Die von ihren Taten geplagte Eve irrt, von Xena und Gabrielle aus der Ferne beobachtet, zerschunden durch die Wüste. Als ihr rachedürstende Wüstenkrieger an die Kehle wollen, greifen Xena und Gabrielle ein, retten Eve, und bringen sie zu den Anhängern des Eli. Dort wird ihr durch ein reinigendes Taufritual vergeben, wodurch Xena die Macht erhält Götter zu töten, solange Eve am Leben ist. Unterdessen trachten die Olympischen Götter Eve weiter nach dem Leben, da diese laut der Prophezeiung der Parzen die Götterdämmerung herbeiführen wird. Athene schickt Gabrielle die Furien, die sie im Geiste heimsuchen und mit der Zeit gegen Eve aufbringen sollen. Einige der anderen Götter wollen jedoch nicht warten, sondern gleich handeln. Direkt nach dem Taufritual, entsteigt also der riesige Meeresgott Poseidon dem Wasser, während Discordia, Deimos, Hephaistos, Hades und Artemis von Land aus losschlagen. Es kommt zum Kampf. Anfangs werfen die Götter mit Feuerbällen, die Xena mit ihrem Schwert abwehren und zurückschmettern kann. Gerade als Poseidon seinen riesigen Dreizack zum Wurf heben will, lenkt Xena einen von Hades geschleuderten Feuerball um und trifft Poseidon tödlich an der Brust, der sich daraufhin auflöst. Wutentbrannt stürzt sich Discordia in den Kampf, kann jedoch im nu durch Xena enthauptet werden, woraufhin Hephaistos seinen Hammer schleudert, den Xena aber mit ihrem ebenfalls geworfenen Chakram abwehrt, sodass er zu Boden fällt. Noch bevor der Gott des Feuers seine Ketten schwingen kann, ist Xena bei seinem Hammer, hebt ihn auf und zerschmettert ihm mit einem Wurf die Brust. Der Olymp bebt. Die übrigen Götter schrecken zurück. Athene und Ares erscheinen und Athene schalt die Unterlegenen, weil sie nicht warten konnten. Xena, Gabrielle und Eve wandern daraufhin weiter und suchen später in Joxers ehemaligen Heim Unterschlupf. Des Abends wird Xena von Ares aus der Hütte gelockt, damit die Furien ihr Werk ungestört vollenden können. Gabrielle wird also von den Rachegöttinnen geistig verwirrt, nimmt ihr Sai und sticht dieses Eve in den Rücken. Xena kann noch rechtzeitig einschreiten und Schlimmeres verhindern, fügt Gabrielle dabei aber eine schwere Kopfwunde zu. Die Götter wählen diesen Zeitpunkt für den Endkampf aus und greifen erneut an. Wieder werden Feuerbälle geworfen, wodurch die Hütte Feuer fängt. Hades kann mit Hilfe gespuckten Alkohols von Xena in brand gesteckt werden und vergeht. Xena erleidet einen Pfeilschuss von Artemis. Deimos wird von einem herabstürzenden Dachbalken erschlagen. Athene und Artemis ziehen sich angesichts der Verluste auf den Olymp zurück und auch Ares, der kurz davor stand Eve zu töten, aber von Xena noch daran gehindert werden konnte, muss ihnen letztlich folgen. Die während des Kampfes ebenfalls erschienene Aphrodite bringt aus Sorge um ihre alte Freundin Gabrielle diese sowie auch Xena und Eve zum Götterberg, wo die Verletzten geheilt werden sollen. Dort angekommen kann Xena zwei von Artemis auf sie abgeschossene Pfeile fangen, zurückwerfen, und die Göttin der Jagd tödlich treffen. Auch die erbittert kämpfende Athene wird am Ende von Xena erstochen. Der in die Kriegerprinzessin verliebte Kriegsgott Ares heilt Eve und Gabrielle schließlich, verliert dafür aber seine Unsterblichkeit. Und so starben die alten Götter. |           |                                     |                            |                      |                                       |                              |                                                                |

## Staffel 6
Die US-amerikanische Erstausstrahlung der sechsten Staffel erfolgte vom 2. Oktober 2000 bis zum 18. Juni 2001 (Content-Syndication). Die deutschsprachige Erstausstrahlung fand vom 14. März 2004 bis zum 29. Juli 2006 auf dem deutschen Free-TV-Sender RTL statt.
| Nr. (ges.) | Nr. (St.) | Deutscher Titel                               | Originaltitel              | Erstausstrahlung USA | Deutschsprachige Erstausstrahlung (D) | Regie              | Drehbuch                                             |
| --- | --------- | --------------------------------------------- | -------------------------- | -------------------- | ------------------------------------- | ------------------ | ---------------------------------------------------- |
| 113 | 1         | Fast wieder daheim                            | Coming Home                | 2. Okt. 2000         | 14. März 2004                         | Mark Beesley       | Melissa Good                                         |
| 114 | 2         | Spuk in Amphipolis, Teil 1                    | The Haunting of Amphipolis | 9. Okt. 2000         | 21. März 2004                         | Garth Maxwell      | Joel Metzger Idee: Edithe Swensen & Joel Metzger     |
| Xena, Gabrielle und Eve reisen nach Amphipolis, um Xenas Mutter bzw. Eves Großmutter Cyrene zu besuchen. Angekommen, finden sie die Stadt verlassen vor. Sie suchen Cyrenes Taverne auf, die ein Torweg zwischen Himmel, Hölle und Erde geworden ist, und erleben dort eine Reihe von Spukerscheinungen. Später trifft Xena auf einen alten Mann, der ihr erzählt, dass Cyrene durch böse Geister, welche von Mephistopheles entsandt wurden, in den Wahnsinn getrieben wurde. Die Stadtbewohner gaben den bösen Geistern die Schuld an mehreren Missernten, hielten Cyrene aufgrund der Spukerscheinungen und wegen ihres Wahnsinns für die Botin des Mephistopheles und verbrannten sie daraufhin als eine Hexe, wodurch ihre Seele keine Ruhe findet. Mephistopheles, der nach dem Tod der Olympischen Götter die Herrschaft über das Erdenreich anstrebt, fährt in Gabrielles Körper und verlangt von Xena ihm ein wenig Blut ihrer Tochter Eve, der Botin des Eli, zu geben, welches ihm den vollen Zugang zur Oberwelt ermöglichen kann. Um ihre Mutter von der ewigen Höllenqual zu erlösen und um ihre vom Spuk heimgesuchte Tochter zu schützen, scheintötet Xena sich selbst und gelangt so in das Totenreich. Dort will sie mit Hilfe ihrer immer noch vorhandenen Fähigkeit Götter töten zu können Mephistopheles umbringen, merkt aber schnell dass dies in der Unterwelt nicht möglich ist. Auch wird sie von Mephistopheles darauf hingewiesen, dass derjenige der ihn töten würde den Höllenthron nach ihm besteigen müsse. Zurück auf der Erde beschließen die Frauen Mephistopheles ein paar Tropfen von Eves Blut zu opfern, woraufhin sich die Höllenpforte öffnet und Mephistopheles erscheint. Es kommt zum Kampf zwischen ihm und Xena, in dessen Verlauf die Kriegerprinzessin den Herrscher der Hölle vernichten kann und so das Leid ihrer Angehörigen beendet. |           |                                               |                            |                      |                                       |                    |                                                      |
| 115 | 3         | Herz der Dunkelheit, Teil 2                   | Heart of Darkness          | 16. Okt. 2000        | 28. März 2004                         | Mark Beesley       | Emily Skopov                                         |
| Der Erzengel Luzifer möchte seinen Ruhm mehren und entschließt sich dazu Xena in die Hölle zu stürzen, damit diese dort ihren Platz als neue Höllenfürstin einnimmt. Dadurch würde sich auch die noch immer offen stehende Höllenpforte wieder schließen und das Böse nicht weiter auf die Erde strömen, um die Herzen der Menschen zu vergiften. Xena ersinnt eine List um dem Höllenthron zu entgehen. Sie will Luzifer mit den Verlockungen des irdischen Lebens verführen und ihm klarmachen, wie sehr er seine dunkle Seite liebt. Alle sieben Todsünden will sie in ihm hervorrufen, damit dieser anschließend in die Hölle fährt und dort an ihrer statt die Herrschaft übernimmt. Bei einem maßlosen Picknick bringt sie während eines Gespräches über ihn und die anderen Erzengel seinen Hochmut zum Vorschein. Später, im Schlafgemach, verabreicht sie ihm eine ägyptische Massage, die ihn träge werden lässt. Derweil werden durch das aus der Höllenpforte ausströmende Böse immer mehr Menschen nach Amphipolis gelockt, bei denen es sich im Herzen festsetzen kann. Es kommt zu Gewaltexzessen und Massenorgien. Auf dem Höhepunkt des Treibens, als sich Luzifer und Xena gerade wollüstig einander hingeben, erscheinen die Erzengel Michael und Raphael. Sie teleportieren sich und Xena direkt an den Abgrund der Höllenpforte und kämpfen mit ihr in der Absicht sie dort hineinzuwerfen. Auch Luzifer erscheint, wechselt nach einem anfänglichen Kampf mit Xena aber die Seiten und steht ihr bei, begierig darauf mit ihr zusammen die Welt zu beherrschen. Die beiden anderen Erzengel ziehen sich zurück. Später macht Xena Luzifer klar, dass Eve, die einzige, der das Böse nichts anhaben kann, getötet werden müsse, damit sie in Frieden zusammen sein können. Eve wird daraufhin gejagt und schließlich gestellt. Den Kampf mit Luzifer verliert sie, doch kurz bevor er ihr den Todesstoß setzen will, gebietet ihm Xena Einhalt und erklärt, dass es nur eine gäbe, die es wirklich verdient hätte die Botin des Eli zu töten – nämlich ihre beste Freundin Gabrielle. Neidisch auf Gabrielle, wird Luzifer zornig, woraufhin er sich, nach dem Begehen aller sieben Todsünden, was einem Erzengel im Gegensatz zum Menschen nicht geschehen darf, in den Teufel verwandelt und mit ein wenig Tritthilfe von Xena dazu gezwungen wird sein neues Amt in der Unterwelt anzutreten. |           |                                               |                            |                      |                                       |                    |                                                      |
| 116 | 4         | Blutrache                                     | Who’s Gurkhan?             | 23. Okt. 2000        | 4. Apr. 2004                          | Michael Hurst      | Robert G. Tapert & R. J. Stewart                     |
| 117 | 5         | Legendäre Helden                              | Legacy                     | 30. Okt. 2000        | 2. Mai 2004                           | Chris Martin-Jones | Melissa Good                                         |
| 118 | 6         | Abgrund                                       | The Abyss                  | 6. Nov. 2000         | 9. Mai 2004                           | Rick Jacobson      | Robert G. Tapert & James Kahn                        |
| 119 | 7         | Rheingold, Teil 1                             | The Rheingold              | 13. Nov. 2000        | 16. Mai 2004                          | John Fawcett       | R. J. Stewart                                        |
| Gabrielle begibt sich in den Norden, wo sie ihre Gefährtin suchen will, die sich nach einer seltsamen Begegnung mit einem Fremden namens Beowulf zusammen mit diesem aufgemacht hatte, um eine alte Schuld zu begleichen. In einer Ortschaft trifft Gabrielle auf Brunnhilda, die ihr eine alte Geschichte erzählt, die sich vor 35 Jahren ereignet hatte. Einst kam aus dem fernen Lande Chin eine große und erbarmungslose Kriegerin in die nördlichen Länder. Sie traf dort auf Odin, den Götterkönig des Nordens, der sich aus Kriegsmüdigkeit an einen Baum geschlagen hatte. Durch ihre Lebensfreude und Kampfeslust konnte Odin seine Verzweiflung überwinden, fand wieder zurück ins Leben, und machte Xena aus Dank zur Walküre. Schon bald darauf geriet die kriegsdurstige Xena in einen Konflikt mit der obersten Walküre Grinhilda, welche für den Frieden gekämpft hatte. Als sich Odin auf die Seite Xenas schlug, verließ Grinhilda Walhalla. Die Kriegerprinzessin gab schließlich vor Odin zu lieben, um von ihm zu erfahren wo sich das Rheingold befindet. Odin fiel auf ihre List herein und verriet ihr den Weg zum Hort, im Glauben, dass Xena nie danach suchen würde, da das Rheingold sehr gefährlich für liebende Herzen ist und nur diejenigen, die der Liebe entsagt haben, sich die Macht des Hortes auch dauerhaft zu Nutze machen können. Xena suchte also die Rheinjungfrauen auf und erzählte einer von ihnen, dass sie sich ihnen anschließen möchte. Diese glaubte ihr und führte sie zum Nibelungenhort. Xena stahl das Rheingold und schmiedete sich daraus einen mächtigen Ring, der sie unbesiegbar machen sollte, solange sie ihn am Finger trug. In der Gegenwart, in einer von Leichen gesäumten entlegenen Hütte, berichtet Beowulf Xena von einer grausamen, männermordenden Kreatur, die Grindl genannt wird. Des Nachts kommt es dann zum Kampf mit der Kreatur, die nun den Ring aus Rheingold trägt. Als Gabrielle und Brunnhilda am nächsten Morgen dort eintreffen, finden sie den niedergeschlagenen Beowulf vor und erfahren von ihm, dass das Monster Xena verschleppt hat. |           |                                               |                            |                      |                                       |                    |                                                      |
| 120 | 8         | Der Ring, Teil 2                              | The Ring                   | 20. Nov. 2000        | 6. Juni 2004                          | Rick Jacobson      | Joel Metzger                                         |
| Gabrielle, Brunnhilda und Beowulf sind auf der Suche nach Xena. Sie finden diese alleine vor und suchen anschließend gemeinsam die Höhle Grindls auf, wo Xena ihren Gefährten berichtet, was sich vor vielen Jahren zugetragen hat. Damals, als sie den Ring aus Rheingold schmiedete, wurde ihr dieser von der Walküre Grinhilda entwendet. Grinhilda steckte sich den Ring an den Finger, wissend, dass dieser denjenigen, die der Liebe nicht entsagen, alsbald den Dienst versagen würde und ihnen das nehmen würde, was ihnen am meisten bedeutet. Sie hoffte mit der Macht des Ringes die blutrünstige Xena vernichten zu können, doch im folgenden Kampf gelang es ihr nicht rechtzeitig, Xena zu besiegen und so verwandelte sich die gutherzige Schöne in das häßliche Ungeheuer Grindl. Xena schlug diesem den Finger ab und bemächtigte sich des Ringes. Sie sperrte das Monster in eine Höhle und versiegelte den Zugang mit Ketten, die sie Odin gestohlen hatte, sowie einem magischen Rabenmedaillon, um Grinhilda für immer unter ihrer Hässlichkeit leiden zu lassen. Das Monster konnte ihr den magischen Ring noch vom Finger ziehen, damit zunächst aber nichts anfangen, da es immer noch Liebe im Herzen trug. 35 Jahre später hatte Grinhilda gelernt, der Liebe zu entsagen und sie nutzte nun die Macht des Ringes, um aus ihrem Gefängnis auszubrechen. Die Gefährten lauern Grindl also in seiner Höhle auf. Nach einem langen Kampf können sie das Monster schließlich vernichten, woraufhin Xena den Ring wieder an sich nimmt. Später finden sie jedoch heraus, dass es sich bei dem besiegten Ungetüm nicht um Grinhilda selbst gehandelt hat, sondern um deren Sohn, den sie schon im Leibe getragen hat, als sie sich in Grindl verwandelte. Odin, der den Ring für sich selbst beansprucht, plant inzwischen Gabrielle entführen zu lassen, um sie gegen den Ring einzutauschen. Die Walküre Brunnhilda, die von Anfang an damit beauftragt war für Odin den Ring zu beschaffen, hat sich aber in Gabrielle verliebt und kommt ihm in die Quere, indem sie Gabrielle in das Ostmoor entführt und somit vorerst in Sicherheit bringt. Als sich Xena bei einem anschließenden Treffen mit Odin weigert ihm den Ring zu übergeben, verbündet sich dieser mit dem Monster Grindl. Gemeinsam mit den Walküren greifen die Verbündeten Xena und Beowulf an, in der Absicht, ihnen den Ring sowie auch das Leben zu nehmen. Beowulf wird schwer verwundet. Die in die Enge gedrängte Xena ist in höchster Not gezwungen den Ring zu benutzen, wodurch sie die Angreifer zurückschlagen kann. In der Folge verliert sie jedoch sämtliche Erinnerungen an Gabrielle und sich selbst, die Frau, die Gabrielle ihr half zu werden. Ziellos umherirrend, trifft sie später auf Brunnhilda, der sie den Ring überlässt. Brunnhilda bringt den Ring zu Gabrielle. Da Odin und Grindl aus Zorn über Xena verkündet hatten, alle ihre Freunde umzubringen, verwandelt sich Brunnhilda mit Hilfe ihrer Walkürenkräfte in einen magischen ewigen Feuerring, der die auf einem Steinaltar im Moor zur Ruhe gebettete Gabrielle umschließt, damit sie vor der Rache der Zornigen geschützt ist. |           |                                               |                            |                      |                                       |                    |                                                      |
| 121 | 9         | Rückkehr der Walküre, Teil 3                  | Return of the Valkyrie     | 27. Nov. 2000        | 13. Juni 2004                         | John Fawcett       | Emily Skopov                                         |
| Ein Jahr ist vergangen, seit Xena ihre Erinnerungen verloren hat und Gabrielle zusammen mit dem magischen Ring aus Rheingold von Brunnhilda im ewigen Flammenring zur Ruhe gebettet wurde. Seither erlagen viele Wikingerkrieger den sengenden Flammen oder wurden durch das sich in der Nähe umhertreibende Monster Grindl nach Walhalla gesandt. Beowulf kehrt nach Dänemark zurück, wo er seinen alten Freund König Hrothgar um Hilfe bei der Befreiung Gabrielles bitten will. Er findet das Volk feiernd vor. Die Hochzeit ihres Königs mit seiner zukünftigen Frau Wealthea steht bevor, die sich bei näherer Betrachtung als Xena herausstellt. Als Beowulf Xena in ihren Gemächern aufsucht, um sie an ihre Vergangenheit zu erinnern, werden die beiden einer Liebschaft verdächtigt und sollen in den Kerker geworfen werden. Sie befreien sich aus den Fängen der Wachen und fliehen zu Schiff zurück in den Norden. Dort suchen sie den von Brunnhilda geschaffenen Flammenring auf, der nur von Gabrielles Seelenverwandter Xena durchbrochen werden kann. Es kommt zur Auseinandersetzung mit einigen Walküren, in deren Verlauf auch Grindl in den Kampf eingreift. Xena durchquert schließlich den Feuerring und erweckt Gabrielle mit einem Kuss, worauf die dunkle Macht, die der Ring über Xena hat, durch die Liebe gebrochen wird und Xena ihre Erinnerungen wiedererhält. Die Kriegerprinzessin ergreift sogleich den Ring und bittet das zornig tobende Monster Grindl, in das sich einst die Walküre Grinhilda verwandelt hatte, um Verzeihung für ihre Taten. Mit der Macht des magischen Ringes sowie Grinhildas Vergebung kann die ehemalige Walküre zurückverwandelt werden und erhält später ihren Platz als oberste Walküre an der Seite Odins zurück. Der tückische Ring wird durch die Ereignisse zerstört und nimmt seine Urform als Rheingold an. Xena bringt dieses zurück zu den Rheinjungfrauen, denen sie es gestohlen hatte, und begleicht damit auch diese alte Schuld. |           |                                               |                            |                      |                                       |                    |                                                      |
| 122 | 10        | Ares’ kleine Farm                             | Old Ares Had a Farm        | 15. Jan. 2001        | 3. Juni 2006                          | Charles Siebert    | R. J. Stewart                                        |
| 123 | 11        | Jagdzeit                                      | Dangerous Prey             | 22. Jan. 2001        | 10. Juni 2006                         | Renée O’Connor     | Joel Metzger                                         |
| 124 | 12        | Caligula                                      | The God You Know           | 29. Jan. 2001        | 10. Juni 2006                         | Garth Maxwell      | Emily Skopov                                         |
| 125 | 13        | Heute sind wir live bei … Xena und Gabrielle! | You Are There              | 5. Feb. 2001         | 17. Juni 2006                         | John Laing         | Chris Black                                          |
| 126 | 14        | Pfad der Rache                                | Path of Vengeance          | 12. Feb. 2001        | 24. Juni 2006                         | Chris Martin-Jones | Joel Metzger                                         |
| 127 | 15        | Einmal Hölle und zurück                       | To Helicon and Back        | 19. Feb. 2001        | 2. Juli 2006                          | Michael Hurst      | Liz Friedman & Vanessa Place                         |
| 128 | 16        | Auftritt der Klone                            | Send in the Clones         | 23. Apr. 2001        | 17. Apr. 2006                         | Charlie Haskel     | Paul Robert Coyle                                    |
| 129 | 17        | Der letzte Zentaure                           | Last of the Centaurs       | 30. Apr. 2001        | 1. Juli 2006                          | Garth Maxwell      | Joel Metzger                                         |
| 130 | 18        | Cäsars Rückkehr                               | When Fates Collide         | 7. Mai 2001          | 8. Juli 2006                          | John Fawcett       | Katherine Fugate                                     |
| 131 | 19        | Happy Birthday, Gabrielle!                    | Many Happy Returns         | 14. Mai 2001         | 15. Juli 2006                         | Mark Beesley       | Liz Friedman & Vanessa Place                         |
| Xena hat König Thoras versprochen, den Flughelm des Götterboten Hermes nach Theben zu bringen. Gleichzeitig steht Gabrielles Geburtstag bevor, was zu einigen Streichen führt. Unterwegs stoßen die beiden Freundinnen auf eine Opferzeremonie der Zeloten, bei der die jungfräuliche Genia eine Klippe hinunter gestürzt wird. Xena rettet Genia mit Hilfe des Flughelms, doch wird durch ihre Tat der Kriegsherr Ferragus auf den Helm des Hermes aufmerksam und bringt ihn an sich. Mit einem Trick kann ihm der Helm wieder abgenommen werden, jedoch schaffen es die Zeloten kurz darauf, Genia und den Helm in ihre Gewalt zu bringen. Diese bieten dem Kriegsherrn im Tausch für den Helm ein Bündnis an, um die lästige Xena zu besiegen. Im darauf folgenden Kampf triumphiert Xena und sie kann Genia abermals befreien und den Helm wieder ergattern. Gabrielles Geburtstag wird anschließend in romantischer Zweisamkeit verbracht. |           |                                               |                            |                      |                                       |                    |                                                      |
| 132 | 20        | Besessene Seelen                              | Soul Possession            | 4. Juni 2001         | 5. Juni 2006                          | Josh Becker        | Melissa Blake                                        |
| Einst versteckte Xena eine Schriftrolle in einer Höhle im Ionischen Meer, die Anfang des 21. Jahrhunderts von Tauchern gefunden wird. Auf einer Pressekonferenz wird den begeisterten Wissenschaftlern und Journalisten mitgeteilt, dass die Geschichte in Bezug auf Xena, aufgrund der Erkenntnisse durch die Schriftrolle, neu geschrieben werden müsse. In einem Vortrag wird den Interessierten mitgeteilt, dass damals, als Gabrielle zusammen mit ihrer Tochter „Hoffnung“ in einen Vulkankrater stürzte, Xena im Totenreich der Amazonen nach ihrer Gefährtin suchte (Folge 4x02), und dass die Schriftrolle berichtet, was nach diesen Ereignissen und vor Gabrielles Wiederauffindung geschah. Zu jener Zeit suchte Ares Xena auf und machte ihr einen vergeblichen Heiratsantrag. Später kam Xena dahinter, dass der Kriegsgott Gabrielle und Hoffnung vor dem Aufprall auf dem Grund des Vulkankraters bewahrt hatte, Gabrielle im dafür aber ihre Seele opfern musste. Um Gabrielles Seele zu erlösen und um mit ihr zusammen in Frieden leben zu können, willigte Xena ein, Ares ihre eigene Seele zu opfern. Sie erklärte sich dazu bereit, den Kriegsgott im nächsten Leben vor den Parzen zu heiraten, wodurch die Ehe ewig und unauflösbar sein würde. Den gestohlenen Vertrag, der nur von Ares selbst vernichtet werden kann, versteckte Xena innerhalb der Schriftrolle im Ionischen Meer, wo Ares ihn niemals fand und die Abmachung somit nicht einfordern konnte. Auf der Presseveranstaltung, nach Beendigung des Vortrags, prescht Ares plötzlich auf einem Motorrad durch die Tür in den Konferenzraum und fordert die Erfüllung des nun gefundenen Vertrages ein. Ebenfalls anwesend sind Annie Day (Lucy Lawless), die im früheren Leben Joxer gewesen ist, Mattie (Renée O’Connor), die frühere Gabrielle, und Harry (Ted Raimi), der früher Xena gewesen ist. Ares versetzt Xenas und Joxers Seelen wieder in die richtigen Körper, wodurch Xena die Kraft findet, sich mit dem Kriegsgott messen zu können. Im folgenden Kampf schleudert Ares mehrere Feuerbälle nach der Kriegerprinzessin, die durch einen dieser Feuerbälle den Vertrag verbrennen lassen kann und somit erlöst ist. |           |                                               |                            |                      |                                       |                    |                                                      |
| 133 | 21        | Am Ende der Reise, Teil 1                     | A Friend in Need (Part 1)  | 11. Juni 2001        | 22. Juli 2006                         | Robert G. Tapert   | R. J. Stewart Idee: Robert G. Tapert & R. J. Stewart |
| Xena und Gabrielle reisen nach Japan, wo sie dem Geist der schönen Akemi gegen Yodoshi, den Herrn der Finsternis, beistehen wollen. Der tyrannische Yodoshi hält Akemis Seele dort in einem Teehaus gefangen und zwingt sie, Menschenseelen anzulocken, damit er diese versklaven und verschlingen kann. Akemi ist eine alte Freundin Xenas, die von der Kriegerprinzessin vor langer Zeit den Kampfkunstgriff „Blockade“ erlernt hatte, womit sie später ihren grausamen Vater umbrachte. Um ihre Ehre wiederherzustellen, sollte Xena Akemi damals enthaupten und ihre Asche zu Akemis Familienschrein bringen. Als Xena und Gabrielle in Akemis Heimatstadt Higuchi anlangen, finden sie diese von den Truppen des Finsteren belagert vor. Sie können die Angreifer vertreiben, stoßen aber auf ihnen feindlich gesinnte Einwohner. Von ihnen erfahren sie, dass, als Xena damals die Asche Akemis zum Schrein bringen wollte und die Menschen sie wegen der schändlichen Überreste der Vatermörderin angriffen, die Kriegerprinzessin durch ihre Selbstverteidigung ein Feuer auslöste, welches sich ausbreitete und 40.000 Menschen den Tod brachte. Auch machen die Menschen Xena für die Folgen von Akemis Tat verantwortlich, denn der Geist des getöteten Vaters war über die Ermordung so erbost, dass er selbst in der Unterwelt keine Aufnahme fand und somit zu Fürst Yodoshi wurde, welcher sich auch die Seelen der Verbrannten einverleibte. Xena beschließt Yodoshi zu vernichten, was ihr jedoch nur in Geisterform gelingen kann. |           |                                               |                            |                      |                                       |                    |                                                      |
| 134 | 22        | Am Ende der Reise, Teil 2                     | A Friend in Need (Part 2)  | 18. Juni 2001        | 29. Juli 2006                         | Robert G. Tapert   | R. J. Stewart Idee: Robert G. Tapert & R. J. Stewart |
| Es tobt eine fürchterliche Schlacht zwischen Xena und den Heerscharen des Herrn der Finsternis. Die Truppen Yodoshis erleiden große Verluste, können Xena aber schwer verwunden und sie letztlich enthaupten. In Geisterform trifft Xena auf die im Teehaus gefangene Seele Akemis, die, wie die Kriegerprinzessin auch, der Macht des tyrannischen Yodoshi ausgeliefert ist. Später sucht Xenas Geist heimlich Gabrielle und die einheimischen Verbündeten auf, die sie zum Teehaus führt. Gabrielle übernimmt dort die Aufgabe, sich auf die Suche nach dem toten Körper Xenas zu begeben, dessen Asche sie bis zum nächsten Sonnenuntergang auf den Vulkan Fujisan bringen soll, wo diese in die „Quelle der Kraft“ getaucht werden muss, deren magisches Wasser heilende und überirdische Kräfte verleiht sowie die Kriegerprinzessin wieder zum Leben erwecken kann. Xena und die übrigen Verbündeten bereiten sich unterdessen darauf vor, Yodoshi im Teehaus zu meucheln. Der Mordanschlag misslingt, doch kann Yodoshi schwer verwundet werden, woraufhin er in einen Falken fährt und sich ebenfalls zur „Quelle der Kraft“ begibt. Durch ihr Geisterdasein dazu befähigt, tun es ihm Xena und Akemi nach, besetzen zwei Vögel und folgen dem Finsteren zum Vulkan. An der Quelle angelangt, kommt es zum Kampf um das begehrte Nass. Nach abwechselnden Erfolgen erringt Yodoshi die Oberhand, heilt sich und saugt den Geist Akemis in sich auf. Durch einen Kuss von Gabrielle kostet schließlich auch die verletzte Xena von dem kräfteverleihenden Wasser. Daraufhin entbrennt zwischen dem Herrn der Finsternis und der Kriegerprinzessin eine Schlacht wie zwischen Göttern, an deren Ende Yodoshi mit einem heiligen Katana durchbohrt und enthauptet werden kann. Die leidenden Seelen werden sogleich aus Yodoshis Knechtschaft befreit. Die 40.000 verbrannten Seelen aus Higuchi müssen jedoch gerächt werden, damit sie für immer von ihrer Verdammung erlöst sind. Also hindert Xena Gabrielle daran ihre Asche in die Quelle zu tauchen. |           |                                               |                            |                      |                                       |                    |                                                      |